# British Journal of Psychology
Le British Journal of Psychology est une revue scientifique britannique trimestrielle qui publie des travaux de recherche sur tous les aspects de la psychologie. Elle est éditée par la maison d'édition Wiley-Blackwell depuis 1904.